# 2009 JA19
2009 JA19, também escrito como 2009 JA19, é um objeto transnetuniano que está localizado no Cinturão de Kuiper, uma região do Sistema Solar. Ele possui uma magnitude absoluta de 7,3 e tem um diâmetro estimado com 153 km.

## Descoberta
2009 JA19 foi descoberto no dia 14 de maio de 2009.

## Órbita
A órbita de 2009 JA19 tem uma excentricidade de 0,362 e possui um semieixo maior de 47,669 UA. O seu periélio leva o mesmo a uma distância de 30,390 UA em relação ao Sol e seu afélio a 64,948 UA.